# Schlacht am Thames River
Kriegsschauplatz St. Lawrence/Lake Champlain 

1. Sacket’s Harbor – 1. Lacolle Mills – Ontariosee – Ogdensburg – New York – 2. Sacket’s Harbor – Châteauguay – Chrysler’s Farm – 2. Lacolle Mills – Fort Oswego – Big Sandy Creek – Plattsburgh
Niagara-Kriegsschauplatz

Queenston Heights – Frenchman’s Creek – George – Stoney Creek – Beaver Dams – Black Rock – Fort Niagara – Buffalo – 1. Fort Erie – Chippewa – Lundy’s Lane – 2. Fort Erie – Cook’s Mill
Detroit-Kriegsschauplatz

Tippecanoe – Fort Mackinac – Dearborn – Detroit – Fort Harrison – Fort Wayne – Wild Cat Creek – Mississinewa – Frenchtown – Fort Meigs – Fort Stephenson – Eriesee – Thames River – Longwoods – Prarie du Chien – Rock Island Rapids – Mackinac Island – Malcom’s Mills
Chesapeake-Kriegsschauplatz

Craney Island – St. Michaels – Chesapeake – Bladensburg – Washington – Caulk’s Field – North Point – Baltimore
Südlicher Kriegsschauplatz

Creek – 1. Fort Bowyer – Fayal – Pensacola – Borgnesee – New Orleans – Fort St. Philip – Fort Peter – 2. Fort Bowyer
Die Schlacht am Thames River (auch bekannt als Schlacht bei Moraviantown) vom 5. Oktober 1813 zwischen britisch-indianischen und amerikanischen Truppen fand während des Kriegs von 1812 am Thames River (Ontario) in Kanada statt und endete mit einem amerikanischen Sieg. In der Schlacht fand Tecumseh den Tod.

## Vorgeschichte
Nachdem die britische Flotte auf dem Eriesee durch ein amerikanisches Geschwader unter Oliver Hazard Perry in der Schlacht auf dem Eriesee am 10. September 1813 vernichtet worden war, gerieten die am Ostufer des Sees in Amherstburg stehenden britischen Truppen unter Generalmajor Henry Procter in eine schwierige Situation. Schon zuvor hatten sie unter Nachschubmangel gelitten, hinzu kamen die Auswirkungen der Niederlage. Fort Malden und die anderen Positionen beiderseits des Detroit River – vor allem das 1812 eroberte Detroit – waren nun kaum noch zu halten, da viele Geschütze zur Ausrüstung der Flotte verwendet worden waren. In der Seeschlacht war ein Drittel der britischen Truppen gefangen genommen worden, da sie als Besatzungen der Schiffe verwendet worden waren. Zudem erlaubte die Herrschaft über den Eriesee den Amerikanern nun Landungen hinter den britischen Stellungen. Auch war man durch die Niederlage und Hunger schwer demoralisiert und es gab Zweifel an der Loyalität der Indianer. Deren Führer Tecumseh war wütend über einen Versuch Procters, ihn über das Ergebnis der Seeschlacht zu täuschen, und es gab Gerüchte über eine Verschwörung, die ein Massaker an den Soldaten zum Ziel hatte.
Angesichts des Nachschubmangels, der durch die US-Flotte blockierten Nachschubrouten über den See und des herannahenden Winters, beschloss Procter die Aufgabe der Stellungen am Detroit River und einen Rückzug entlang des Thames River nach Chatham (Ontario), wo er sich zum Kampf stellen wollte. Dieser Rückzug war ein sehr aufwendiges Unternehmen, da er zusammen mit den verbündeten Indianern und den zur Armee gehörenden Frauen und Kindern etwa 10.000 Menschen umfasste. Am 24. September 1813 räumten die Briten Amherstburg, die Aufgabe von Detroit und Sandwich (auf der kanadischen Seite des Detroit River) erfolgte am 28. September. Zwischen den britischen Kommandeuren kam es zu schweren Zerwürfnissen, so dass Procter seine Offiziere über seine Pläne nicht informierte und diese angeblich seinen Stellvertreter Oberstleutnant Augustus Warburton drängten, ihn vom Kommando abzulösen.

## Verlauf der Schlacht

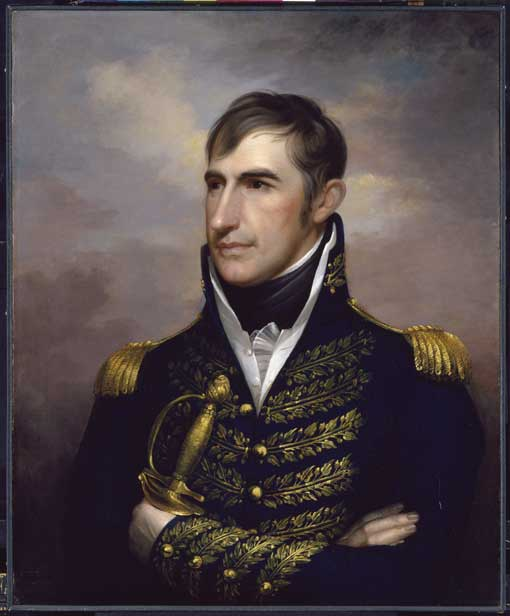
General William Henry Harrison

Mittlerweile hatten die Amerikaner durch einen äußerst schnellen Vormarsch die Briten fast eingeholt. Am 4. Oktober kam es zu einem Scharmützel bei Moraviantown, in dessen Verlauf die Amerikaner fast den gesamten Nachschub der Briten erbeuteten. In dem kommenden Gefecht waren diese nun auf die Munition beschränkt, die sie am Körper trugen. In der folgenden Nacht machte Procter einen weiteren schweren Fehler. Statt die unmittelbar bevorstehende Schlacht vorzubereiten, verließ er seine Soldaten und verbrachte die Nacht mit seiner Frau. Am nächsten Morgen postierte er seine müden, hungrigen und schlecht ausgerüsteten Soldaten etwa zwei Meilen flussabwärts von Moraviantown. Seine linke Flanke war durch den Thames River geschützt, die rechte durch einen Sumpf, das Zentrum durch ein Feldgeschütz. Tecumsehs Indianer postierten sich am Rand des Sumpfs und sollten den Amerikanern in die Flanke fallen. Die Amerikaner verfügten jedoch über eine mehr als dreifache Übermacht, da die Briten nur noch 450 Soldaten hatten und Tecumseh über 500 Krieger verfügte.
Harrison, dem die schlechte Kampfmoral der Briten wahrscheinlich bekannt war, befahl einen massiven Kavallerieangriff auf die britische Linie. Den Amerikanern gelang es sofort, diese zu durchbrechen, und nach nur fünf Minuten ergriffen ihre Gegner die Flucht. Das Feldgeschütz wurde aufgegeben, ohne dass ein Schuss abgefeuert worden wäre. Procter floh die Straße entlang, als seine Stellung überrannt wurde, und ließ seinen Wagen und seine Papiere zurück. Sehr viele Briten wurden gefangen genommen, etwa ein Dutzend getötet oder verletzt. US-Quellen behaupten, bei diesem Angriff sei kein einziger ihrer Soldaten getötet worden. Den Indianern gelang es, einen ersten amerikanischen Angriff abzuwehren, wobei sie vom Unterholz und dem sumpfigen Boden profitierten, der die US-Soldaten zwang, zu Fuß zu kämpfen. Da die Briten jedoch bereits geflohen waren, konnte Harrison seine gesamte Armee auf die Indianer werfen. Nach einem harten Kampf wurde Tecumseh getötet, woraufhin die Indianer den Kampf aufgaben und sich zurückzogen. Zwar waren lediglich 15 Mann gefallen, und sie hatten den Amerikanern mindestens ebenso hohe Verluste zugefügt, doch der Tod Tecumsehs brach ihre Widerstandskraft. Nach 55 Minuten war das Gefecht zu Ende.
Tecumsehs Indianerarmee löste sich nach seinem Tod auf. Nur etwa 300 Krieger folgten den Briten in die von diesen gehaltene Region am Ontariosee. Die 2.000 Frauen und Kinder, die dem Rückzug gefolgt waren, mussten sich dort mit Betteln am Leben halten. Harrison zwang die Stämme auf der amerikanischen Seite des Detroit River zu einem Friedensvertrag und dazu, Familienangehörige als Geiseln zu stellen. Procter und die Reste seiner Armee formierten sich in Burlington am Ontariosee neu. Seit dem Beginn des Rückzugs waren 600 seiner Soldaten in die Hände der Amerikaner gefallen.

## Folgen
Die Schlacht war der erste eindeutige Landsieg der Amerikaner im Krieg von 1812 und hatte weitreichende Konsequenzen. Er war ein entscheidender Schlag gegen die von Tecumseh aufgebaute Allianz der Stämme. Dessen Tod war eine Tragödie für die Indianer, denn mit ihm war auch das Projekt eines unabhängigen Indianerstaats gestorben, der britische Rückzug verhinderte eine weitere Unterstützung für dieses Projekt. Das Land stand damit den amerikanischen Siedlern offen, ein ernsthafter Widerstand der Indianer war nicht mehr zu erwarten. Gleichzeitig beseitigte die Schlacht endgültig jede britische Bedrohung für die amerikanische Nordwestgrenze. Dies wiederum war ein wichtiger Faktor dafür, dass der Krieg von 1812 schließlich in einem Status-quo-Frieden endete. Durch diesen Sieg kamen die Amerikaner ihrem Ziel einer Eroberung Kanadas so nahe wie nie, verspielten diese Gelegenheit allerdings durch zwei Niederlagen am Chateauguay River und bei Chrysler’s Farm gegen weit unterlegene britische Truppen. Die Siege von Tippecanoe (1811) und vom Thames River begründeten den Ruhm und die politische Karriere Harrisons, die ihn schließlich auch in das Präsidentenamt führte. Procters militärische Karriere endete durch seine Niederlage. Er wurde vor ein Kriegsgericht gestellt und unehrenhaft aus der britischen Armee entlassen.